# 플로랑스 페브르
플로랑스 페브르(Florence Faivre, 태국어: ฟลอเรนซ์ เฟเวอร์, 1983년 6월 8일 ~ )는 프랑스계 태국의 배우, 모델이다.

## 출연 작품
- 아메리칸 미러 - 인티메이션스 오브 이모텔러티 (2018)
- 새드 뷰티 (2018)
- 코끼리 왕 (2006)